# Bronco Horvath
Bronco Joseph Horvath (* 12. März 1930 in Port Colborne, Ontario; † 17. Dezember 2019 in Barnstable, Massachusetts, USA) war ein kanadischer Eishockeyspieler und -trainer, der im Verlauf seiner aktiven Karriere zwischen 1948 und 1970 unter anderem 470 Spiele für die New York Rangers, Canadiens de Montréal, Boston Bruins, Chicago Black Hawks, Toronto Maple Leafs und Minnesota North Stars in der National Hockey League (NHL) auf der Position des Centers bestritten hat. Horvath, der im Jahr 2015 in die AHL Hall of Fame aufgenommen wurde, feierte seine größten Erfolge in der American Hockey League (AHL), wo er in Diensten der Rochester Americans dreimal den Calder Cup gewann. Seine beste Saison in der NHL hatte er im Jahr 1960, als er sich den Titel des besten Torschützen mit Bobby Hull teilte und ins NHL Second All-Star Team berufen wurde.

## Karriere
Horvath musste lange warten, bis man in der National Hockey League (NHL) auf ihn aufmerksam geworden war. Fünf Jahre spielte er für die Springfield Indians und die Syracuse Warriors in der American Hockey League (AHL), bevor er zu den Edmonton Flyers in die Western Hockey League (WHL) wechselte und dort Topscorer der Liga war. Hier spielte er zusammen mit dem damals 19-jährigen Johnny Bucyk und gewann am Saisonende mit der Mannschaft den Lester Patrick Cup. 
Zur Saison 1955/56 kauften sich die New York Rangers die Rechte an Horvath, die bis dahin bei den Detroit Red Wings lagen. Nach einer guten ersten Saison verkauften die Rangers ihn nach wenigen Spielen in seinem zweiten Jahr an die Canadiens de Montréal. Hier kam er nur zu einem Einsatz und spielte meist in der AHL für die Rochester Americans. Im folgenden Sommer holten die Boston Bruins ihn im Intra-League Draft in ihren Kader. Zusammen mit Johnny Bucyk und Vic Stasiuk, die ebenfalls beide ukrainischer Abstammung waren,  bildete er die sogenannte „Uke Line“. In dieser Sturmreihe hatte er seine erfolgreichsten Jahre und in der Saison 1959/60 war er mit 39 Toren gemeinsam mit Bobby Hull erfolgreichster Torschütze der NHL. Hull erzielte einen Assist mehr und wurde somit Topscorer der Liga. Die Bruins erreichten in diesem Jahr die Finalserie um den Stanley Cup, unterlagen jedoch dort den Canadiens de Montréal.
Über Intra-League Drafts wechselte er in den folgenden Jahren regelmäßig das Team. Die Saison 1961/62 spielte er für die Chicago Black Hawks, ein Jahr später kehrte er zu den Rangers zurück, die ihn jedoch vor Saisonende zu den Toronto Maple Leafs ziehen ließen. Bis zu seinem Karriereende spielte er meist in der AHL für die Rochester Americans, mit denen er zwischen 1965 und 1968 dreimal den Calder Cup gewann. Unterbrochen wurde diese Zeit durch eine kurze Rückkehr in die NHL. Die Minnesota North Stars, bei denen Bill Masterton verstorben war, erhielten die Rechte an ihm von den Maple Leafs. So lief er noch 14 Spiele im Trikot des neuen Teams auf.
Später war er für die North Stars als Trainer tätig, bevor er die London Knights in der Ontario Hockey Association und die Cape Cod Cubs trainierte. Im Jahr 2015 wurde er für seine Verdienste in die AHL Hall of Fame aufgenommen. Horvath, der zuletzt in South Yarmouth im US-Bundesstaat Massachusetts gelebt hatte, starb am 17. November 2019 im Alter von 89 Jahren in einem Krankenhaus im nahegelegenen Hyannis, einem Stadtteil von Barnstable.

## Erfolge und Auszeichnungen
| - 1955 Lester-Patrick-Cup-Gewinn mit den Edmonton Flyers - 1955 Topscorer der WHL - 1955 WHL First All-Star Team - 1957 AHL First All-Star Team - 1960 Bester Torschütze der NHL (gemeinsam mit Bobby Hull) - 1960 NHL Second All-Star Team - 1960 Teilnahme am NHL All-Star Game | - 1961 Teilnahme am NHL All-Star Game - 1964 AHL Second All-Star Team - 1965 Calder-Cup-Gewinn mit den Rochester Americans - 1965 AHL Second All-Star Team - 1966 Calder-Cup-Gewinn mit den Rochester Americans - 1968 Calder-Cup-Gewinn mit den Rochester Americans - 2015 Aufnahme in die AHL Hall of Fame |

## Karrierestatistik
(Legende zur Spielerstatistik: Sp oder GP = absolvierte Spiele; T oder G = erzielte Tore; V oder A = erzielte Assists; Pkt oder Pts = erzielte Scorerpunkte; SM oder PIM = erhaltene Strafminuten; +/− = Plus/Minus-Bilanz; PP = erzielte Überzahltore; SH = erzielte Unterzahltore; GW = erzielte Siegtore; 1 Play-downs/Relegation; Kursiv: Statistik nicht vollständig)